# Vescemont
Vescemont (Duits: Wessenberg) is een gemeente in het Franse departement Territoire de Belfort (regio Bourgogne-Franche-Comté) en telt 742 inwoners (2004). De plaats maakt deel uit van het arrondissement Belfort. In het Elzassisch of het Duits heette de plaats vroeger Wessenberg.

## Geografie
De oppervlakte van Vescemont bedraagt 7,1 km², de bevolkingsdichtheid is 104,5 inwoners per km².
De onderstaande kaart toont de ligging van Vescemont met de belangrijkste infrastructuur en aangrenzende gemeenten.

## Demografie
Onderstaande figuur toont het verloop van het inwonertal (bron: INSEE-tellingen).